# 어사각
어사각(御賜閣)은 대한민국 전북특별자치도 고창군에 있는, 임진왜란부터 정유재란에 이르기까지 7년간, 호남 전투에서 장렬하게 전사한 김해 김씨 김극일의 후손 25명과 이 슬픈 소식을 듣고 자결한 부인 5명의 넋을 기리기 위해 세운 건물이다. 1985년 8월 14일 전라북도의 문화재자료 제109호로 지정되었다.

## 개요
임진왜란부터 정유재란에 이르기까지 7년간, 호남 전투에서 장렬하게 전사한 김해 김씨 김극일의 후손 25명과 이 슬픈 소식을 듣고 자결한 부인 5명의 넋을 기리기 위해 세운 건물이다.
조정에서는 이를 가상히 여겨 조선 선조 38년(1605) 이들에게 선무원종공신의 벼슬을 주었고, 왕의 옥쇄가 찍힌 『단서철권』이란 책을 내렸다. 또한 영조 25년(1749)에는 임금이 명령을 내려 각(閣)을 내리고 『단서철권』을 보관하도록 하였다. 이 책은 현재까지 보존하고 있다.
건물의 규모는 앞면 3칸·옆면 2칸으로, 지붕은 옆면에서 볼 때 사람 인(人)자 모양인 맞배지붕으로 꾸몄다.

## 참고 자료
- 어사각 - 국가유산청 국가유산포털